# Jeremy Jordan
Pour les articles homonymes, voir Jordan et Jeremy Jordan (homonymie).
 (mars 2017).
Jeremy Jordan est un acteur et chanteur américain, né le 19 septembre 1973 à Hammond (Indiana).

## Biographie
De son vrai nom Donald Henson, il naît le 19 septembre 1973 à Hammond dans l'État de l'Indiana. Il fait ses études à la Chicago arts school. 
En 1992, il commence une carrière musicale éphémère. Le clip de sa chanson The Right Kind Of Love est utilisé par la Fox pour la série à succès Beverly Hills 90210. Le CD Try My Love sorti en 1993 se vend bien[réf. souhaitée], mais il choisit de ne pas continuer dans cette voie.
Après quelques petits rôles pour la télévision, on peut le voir au cinéma dans Leaving Las Vegas (1995) où il a un petit rôle, et surtout dans Nowhere (1997) de Gregg Araki, où il interprète un musicien drogué et homosexuel.
En 1999, il épouse Melelina Kapiolani. Ils auront un enfant avant que Melelina ne décède le 13 juin 2002.

## Filmographie
- 1994 : Boys Will Be Boys (TV) : Johnny
- 1995 : Leaving Las Vegas : étudiant 2
- 1995 : Live Nude Girls ! : Jeffery Greenpeace
- 1996 : Skeletons : Aryan Boy
- 1996 : Poolboy : Poolboy
- 1996 : Bio-Dome : Trent
- 1996 : Une jeune fille trop parfaite (TV) : Nick Ryan
- 1997 : Nowhere : Bart Sighvatssohn
- 1997 : SUBWAYStories: Tales from the Underground (TV) : garçon 2 (sketch "Underground")
- 1997 : The Tears Of Julian Po : Bobby
- 1998 : Falling Sky  : Vance
- 1999 : Dreamers : Dave
- 1999 : La Tempête du siècle (feuilleton TV) : Billy Soames
- 1999 : College Attitude : Guy Perkins
- 2010 : ACME Saturday Night (feuilleton TV) : Invité
- 2011 : The Absent : Rob